# Società delle miniere di mercurio del Monte Amiata
Società delle Miniere di Mercurio del Monte Amiata (SMA) è stata un'azienda italiana che operava nel settore minerario e siderurgico, occupandosi dell'estrazione e della produzione del mercurio dai giacimenti del Monte Amiata.

## Storia
Nasce il 20 giugno 1897 a Livorno con capitale di 5 milioni di lire, prevalentemente tedesco, per lo sfruttamento del mercurio del Monte Amiata, tra cui il sito della Miniera di Abbadia San Salvatore. Nel 1909 a causa dei frequenti infortuni dei suoi lavoratori costruisce l'Ospedale di Abbadia San Salvatore. Nel 1915 i soci tedeschi cedono la partecipazione a un consorzio di banche svizzere ma durante la prima guerra mondiale la produzione viene assunta dalle Autorità Militari Italiane e la gestione economico finanziaria passa a Banca Commerciale Italiana. 
A causa della crisi economica degli anni trenta, l'azienda venne acquisita da IRI e si trasforma in Monte Amiata Società Anonima per Azioni. 
Nel 1974 viene acquisita da Società Mercurifera Monte Amiata S.p.A. (gruppo EGAM) e nel 1980, con lo scioglimento di Egam, viene comprata da Samim S.p.A., finanziaria Eni. 
Nel 1982 rinuncia alla concessione e sospende le attività causa illegalizzazione del mercurio in Europa.

## Fonti
- Miniera di Abbadia San Salvatore
- https://web.archive.org/web/20060506232954/http://www.museominerario.it/Informazioni/Storia_di_una_miniera.htm
- https://web.archive.org/web/20060508114336/http://www.comune.santafiora.gr.it/museo/storia.doc
- https://web.archive.org/web/20090304184053/http://www.ormedelminatore.altervista.org/amiata.html
- https://web.archive.org/web/20090514072321/http://www.usl7.toscana.it/index.php?module=CMpro&func=viewpage&pageid=9&vpage=path
- http://lnx.sistemamusealeamiata.it/parco/index2.php?option=com_content&do_pdf=1&id=167[collegamento interrotto]